# Saint-Sulpice (Nièvre)
Saint-Sulpice è un comune francese di 474 abitanti situato nel dipartimento della Nièvre nella regione della Borgogna-Franca Contea.

## Società

### Evoluzione demografica
Abitanti censiti